# (605) Juvisia
(605) Juvisia est un astéroïde de la ceinture principale découvert par Max Wolf le 27 août 1906. 
Il a été ainsi baptisé en référence à la commune de Juvisy-sur-Orge, lieu de résidence de l'astronome français Camille Flammarion (1842 – 1925).